# Ashland (Kentucky)
Ashland é uma cidade localizada no estado americano de Kentucky, no Condado de Boyd.

## Demografia
Segundo o censo americano de 2000, a sua população era de 21.981 habitantes. 
Em 2006, foi estimada uma população de 21.570, um decréscimo de 411 (-1.9%).

## Geografia
De acordo com o United States Census Bureau tem uma área de 
31,6 km², dos quais 28,7 km² cobertos por terra e 2,9 km² cobertos por água. Ashland localiza-se a aproximadamente 220 m acima do nível do mar.

## Localidades na vizinhança
O diagrama seguinte representa as localidades num raio de 8 km ao redor de Ashland. 